# Atletiek op de Paralympische Zomerspelen 2024 - Kogelstoten vrouwen F32
Het Kogelstoten voor vrouwen klasse F32 op de Paralympische Zomerspelen 2024 vond plaats op 1 september in het Stade de France. Deze klasse is voor atleten met cerebrale parese die zeer weinig bruikbare kracht in hun armen, benen en romp hebben. De winnares van 2020 was Poleth Isamar Méndes Sánchez uit Ecuador. Zij werd in 2024 opgevolgd door de Britse Sabrina Fortune, het zilver was voor de Française Gloria Agblemagnon en Poleth Isamar Méndes Sánchez won de bronzen medaille.

## Records
Voorafgaand aan het toernooi waren dit het wereldrecord en het Paralympisch record.
| Wereldrecord        | Brazilië Wanna Helena Brito Oliveira | 7.85 | São Paulo | 16 maart 2024    |
| Paralympisch record | Oekraïne Anastasiia Moskalenko       | 7.61 | Tokio     | 1 september 2021 |

## Uitslag
| Rang   | Atleet                            | Atleet | #1   | #2   | #3   | #4   | #5   | #6   | Resultaat | Bijz. |
| ------ | --------------------------------- | ------ | ---- | ---- | ---- | ---- | ---- | ---- | --------- | ----- |
| Goud   | Anastasiia Moskalenko             | UKR    | 7.52 | 7.98 | 7.75 | 7.71 | 8.00 | 7.91 | 8.00      | WR    |
| Zilver | Wanna Helena Brito Oliveira       | BRA    | 7.72 | 7.87 | 7.19 | 7.69 | 7.89 | 7.39 | 7.89      |       |
| Brons  | Evgeniia Galaktionova             | NPA    | 7.18 | 6.99 | 6.87 | 7.17 | 7.72 | 7.46 | 7.72      | SB    |
| 4      | Nargiza Safarova                  | NPA    | 5.54 | 5.77 | 5.76 | 6.02 | 5.92 | 5.84 | 6.02      | PB    |
| 5      | Noura Alktebi                     | UAE    | 5.36 | 5.87 | 5.92 | 5.56 | 5.81 | 5.82 | 5.92      |       |
| 6      | Rosemary Little                   | AUS    | 5.58 | x    | 5.38 | 5.91 | 5.75 | 5.44 | 5.91      |       |
| 7      | Mounia Gasmi                      | ALG    | 4.91 | 5.64 | 5.89 | 5.63 | x    | 5.55 | 5.89      | SB    |
| 8      | Maroua Ibrahmi                    | TUN    | 5.79 | 5.63 | 5.70 | 5.70 | 5.55 | 5.81 | 5.81      |       |
| 9      | Giovanna Boscolo Castilho Goncalv | BRA    | 5.21 | 5.61 | 5.20 | 4.87 | 5.10 | 4.92 | 5.61      |       |
| 10     | Sarah Clifton-Bligh               | AUS    | 4.32 | 4.64 | 4.85 | 4.69 | 4.44 | 4.10 | 4.85      |       |
| 11     | Saida Nayli                       | TUN    | 4.67 | 4.08 | 4.80 | 3.68 | 3.37 | 3.64 | 4.80      |       |
| 12     | Thekra Alkaabi                    | UAE    | 4.16 | 4.32 | 4.21 | 4.13 | 4.06 | 4.09 | 4.32      |       |
| ―      | Róża Kozakowska                   | POL    |      |      |      |      |      |      | DNS       |       |